# 동래 축구단
동래축구단(東萊蹴球團)은 일제강점기인 1921년 부산을 연고지로 하여 창단된 축구단이다. 영남 지역 클럽 축구의 효시가 되는 축구단이다.